# Перхлораты
Перхлора́ты (сложение пер- и хлорат) — группа химических соединений, соли или сложные эфиры хлорной кислоты ({\displaystyle {\ce {HClO4}}}). Соли металлов, неметаллов, гидразина, гидроксиламина и аммония относятся к неорганическим производным хлорной кислоты, а эфиры и соли органических соединений — к органическим производным хлорной кислоты.

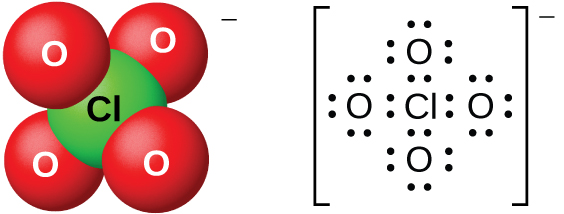
Ион перхлората

## История
Впервые перхлорат калия был открыт в 1816 году в Германии венским учёным Стадионом, который расплавил в реторте небольшое количество хлората калия и осторожно добавил в неё немного серной кислоты. Он обнаружил, что после выделения диоксида хлора остаток представляет собой смесь сульфата калия и труднорастворимой соли, которую он идентифицировал как перхлорат калия. Занимаясь изучением новой соли, Стадион приготовил хлорную кислоту электролизом.
В 1830 году Серулля сообщил о разработке нового метода получения хлорной кислоты, разложением хлорноватой кислоты. В 1831 году Серулля описал ещё один метод превращения хлората калия в перхлорат. Одновременно с изучением хлорной кислоты Серулля приготовил перхлорат аммония и перхлораты ряда металлов. Заслугой Серулля можно считать также популяризацию термина «перхлорат», вместо употреблявшегося Стадионом и другими исследователями с 1816 по 1831 год термина «оксихлорат».
В 1886 году Бекуртс впервые сообщил о присутствии перхлоратов в природных залежах нитратов в Чили. В связи с этим повреждения посевов зерновых в Бельгии, где применяли в качестве удобрений чилийскую селитру, были объяснены действием перхлоратов.
Перхлорат калия впервые получили в промышленном масштабе в 1905 году в Мансбо.
Гофман с сотрудниками в 1906 году начали изучение соединений, образующихся при добавлении водного раствора хлорной кислоты к различным органическим соединениям. Почти все эти соединения термически неустойчивы и детонируют при нагревании.

## Неорганические перхлораты
Производные металлов, неметаллов и неорганических катионов, общей формулы M(ClO4)n (где n — валентность металла) относят к неорганическим соединениям.

### Синтез неорганических перхлоратов
Промышленно перхлорат калия синтезируется диспропорционированием насыщенного раствора хлората калия в воде, перхлорат аммония — ионообменным процессом на мембране или на смоле.
{\displaystyle {\ce {KClO3 -> KClO4v + KCl + O2 ^}}} Реакция занимает около двух недель и проводится в темноте для уменьшения выхода кислорода и увеличения выхода перхлората,
{\displaystyle {\ce {NaClO4 + NH4OH-> NH4ClO4 + NaOH}}}. В отличие от солей остальных кислот, хлорат аммония непосредственной реакцией кислоты и аммиака получить невозможно из-за протекания реакции: {\displaystyle {\ce {HClO4 + NH3 -> HNO3 + HCl}}}
Остальные неорганические перхлораты могут быть получены действием хлорной кислоты на соли, оксиды или гидроксиды металлов, а также с помощью обменных реакций.

### Свойства неорганических перхлоратов
Неорганические перхлораты делятся на две группы — ионные и ковалентные.
Перхлорат-ион очень редко входит во внутреннюю сферу комплексных соединений. Радиус перхлорат-иона 0,236 нм.
Ионные перхлораты (например, перхлораты щелочных, щелочноземельных металлов, аммония) — твёрдые кристаллические вещества, неокрашенные, если катион не имеет окраски, не гидролизуются водой, часто образуют гидраты. При нагревании плавятся, при дальнейшем нагревании разлагаются до достижения температуры кипения (некоторые перхлораты разлагаются без плавления) с выделением кислорода. Растворимость в воде может быть различной (например, перхлорат натрия NaClO4 хорошо растворим в воде, а перхлорат калия KClO4 — мало растворим в воде).
Ковалентные перхлораты — твёрдые легкоплавкие или жидкие вещества, неокрашенные, если катион не имеет окраски. Перхлораты неметаллов и некоторых металлов гидролизуются водой. При нагревании плавятся, некоторые кипят без разложения. Обычно растворимы в органических растворителях (например, перхлорат серебра хорошо растворим в бензоле, спиртах, эфире). Перхлорат хлора ClClO4 (т. кип. +44,5 °C) — интересное соединение, имеющее хлор в двух степенях окисления и обладающее сильным хлорирующим действием. К неорганическим перхлоратам иногда относят перхлорилфторид FClO3 (бесцветный газ).
| Название                   | Формула     | Тпл., °C | Тразл., °C |
| -------------------------- | ----------- | -------- | ---------- |
| Перхлорат алюминия         | Al(ClO4)3   |          | 147        |
| Перхлорат аммония          | NH4ClO4     |          | 270        |
| Перхлорат бария            | Ba(ClO4)2   | 470      |            |
| Перхлорат бора             | B(ClO4)3    |          | 20         |
| Перхлорат брома            | BrClO4      |          | -20        |
| Перхлорат галлия           | Ga(ClO4)3   |          | 175        |
| Перхлорат гидразина        | N2H5(ClO4)  | 142,4    | 150        |
| Перхлорат гидроксиламина   | NH3OH(ClO4) | 89       | 150        |
| Перхлорат калия            | KClO4       | 610      |            |
| Перхлорат кальция          | Ca(ClO4)2   |          | 300        |
| Перхлорат кобальта(II)     | Co(ClO4)2   |          | 450        |
| Перхлорат ксенона(II)      | Xe(ClO4)2   | 0        |            |
| Перхлорат лантана          | La(ClO4)3   |          |            |
| Перхлорат лития            | LiClO4      | 236      | 400        |
| Перхлорат магния           | Mg(ClO4)2   | 251      | 251        |
| Перхлорат меди(II)         | Cu(ClO4)2   |          | 230        |
| Перхлорат натрия           | NaClO4      | 482      | 482        |
| Перхлорат неодима          | Nd(ClO4)3   |          |            |
| Перхлорат никеля(II)       | Ni(ClO4)2   |          | 400        |
| Перхлорат нитрония         | NO2(ClO4)   |          | 70         |
| Перхлорат нитрозила        | NO(ClO4)    |          | 100—120    |
| Перхлорат ртути(II)        | Hg(ClO4)2   | 170      | 327        |
| Перхлорат рубидия          | RbClO4      | 597      | 597        |
| Перхлорат серебра          | AgClO4      |          | 486        |
| Перхлорат таллия(I)        | TlClO4      | 501      |            |
| Перхлорат тетрафтораммония | NF4(ClO4)   |          | 0          |
| Перхлорат титана(IV)       | Ti(ClO4)4   | 85       | 110        |
| Перхлорат хлора            | Cl(ClO4)    | −117     | 20         |
| Перхлорат цинка            | Zn(ClO4)2   | 262      | 267        |

### Применение неорганических перхлоратов
- При нагревании перхлораты разлагаются, выделяя кислород, что обусловило их применение в качестве окислителей ракетного твёрдого топлива.
- Перхлораты щелочных металлов служат исходными соединениями для синтеза других органических и неорганических перхлоратов.
- Перхлораты комплексов железа, кобальта и меди рассматриваются в качестве перспективных взрывчатых веществ (например, для подрыва лазером).
- Перхлорат магния используется как осушитель.
- Перхлорат калия используется для лечения заболеваний щитовидной железы.
- Перхлорат-ион используется для осаждения калия, рубидия, цезия из водных или спиртовых растворов.

## Органические перхлораты
К органическим перхлоратам относятся соли органических катионов (соли органических аминов, карбкатионов, гетероциклов) или эфиры хлорной кислоты.

### Синтез органических перхлоратов
Соли аминов и гетероциклов получаются обычно прямой реакцией соединений с хлорной кислотой или обменной реакцией других солей с хлорной кислотой.
Эфиры хлорной кислоты ROClO3 получают обменными реакциями, например, алкилсульфатов бария с хлорной кислотой или алкилгалогенидов с перхлоратом серебра.

### Свойства органических перхлоратов
Соли органических катионов — обычно бесцветные кристаллические вещества, растворимые в воде, которые при нагревании разлагаются со взрывом (некоторые имеют температуры плавления).
Эфиры хлорной кислоты обычно очень взрывоопасные жидкости или легкоплавкие кристаллы (метилперхлорат имеет т. кип. +52 °C). Эфиры хлорной кислоты сильные алкилирующие агенты (могут алкилировать анизол без катализатора), гидролизуются водой.
Более устойчивы алкилперхлораты, в которых все атомы водорода заменены галогенами, например, трифторметилперхлорат (т. кип. +10 °C), трихлорметилперхлорат (т. пл. −55 °C).
| Название                       | Формула              | Тпл °C | Тразл °C |
| ------------------------------ | -------------------- | ------ | -------- |
| Перхлорат 1,5-диаминотетразола | CN4(NH2)2·HClO4      | 125    |          |
| Перхлорат метиламмония         | CH3NH3ClO4           | 255    | 338      |
| Перхлорат пирилия              | C5H5O(ClO4)          | 275    |          |
| Перхлорат тетрабутиламмония    | (CH3CH2CH2CH2)4NClO4 | 214    |          |
| Пропан-2,2-диперхлорат         | (CH3)2C(ClO4)2       |        | 250      |
| Трифторметилперхлорат          | CF3ClO4              |        | 100      |

### Взрывчатые свойства органических перхлоратов
Дейте и Чатере опубликовали данные о температурах взрыва 41 перхлората аминов, заключённых в пробирки, предварительно нагретые в бане. Значения воспламенения находились обычно в пределах 250—300 °C. Низшая температура воспламенения равнялась 215 °C (диперхлорат гидразина), а наивысшая 367 °C (перхлорат гуанидина).
Перхлорат пиридина плавится при 288 °C и взрывается при 335—340 °C. Перхлорат окиси триметиламина взрывается при нагревании или ударе. Особенно опасны перхлораты диазония — они взрываются при малейшем сотрясении. Гофман и Арнольд нашли, что несколько десятков миллиграмм перхлората бензолдиазония, падая на твёрдое дерево, образуют в нём глубокое отверстие, однако взрыв так локализован, что тонкий стеклянный сосуд на расстоянии 20 см остается неповреждённым.
Перхлораты метила, этила и пропила чувствительнее к теплу, удару и трению, чем соответствующие эфиры азотной кислоты. Трихлорметилперхлорат с водой образует хлорную кислоту; он взрывается при нагревании и при комнатной температуре, если приходит в соприкосновение со спиртом или другими органическими веществами. Сложные эфиры глицерина и этиленгликоля — тяжёлые жидкости (плотность около 1,7 г/см3), труднорастворимые в воде, крайне нестабильны — бурно взрываются при нагревании, сотрясении или трении и даже при осторожном переливании из одного сосуда в другой.

### Применение органических перхлоратов
Высокая взрывоопасность органических перхлоратов ограничивает области их применения.
- Алкилперхлораты, перхлораты диазония и элементоорганические перхлораты предлагались в качестве высокомощных взрывчатых веществ, но из-за низкой устойчивости не нашли применения.
- Перхлораты аминов благодаря хорошей кристаллизуемости предложены для очистки и выделения органических аминов (например, из нефтей).
- Перхлорат-ион благодаря низкой нуклеофильности часто используется как противоион для синтеза органических катионов (тропилия, пирилия и т. п.)
- Алкилперхлораты обладают сильным алкилирующим действием сравнимым с диалкилсульфатами.

## Биологическая активность перхлоратов

### Действие на растения
Перхлораты токсичны для растений. Они вызывают угнетение роста, искривление побегов.

### Действие на животных
У грызунов (крыс, мышей, морских свинок) перхлорат натрия вызывает увеличение рефлекторной возбудимости, судороги и столбняк, часто с опистотонусом. Эти симптомы наблюдались в течение 10 минут после подкожного введения крысам 0,1 г перхлората натрия, а после введения 0,22 г крысы погибали через 10 часов. Введение голубям (частично внутримышечно, частично в зоб) перхлоратов в дозах вплоть до 0,22 г вызывало только мягкие симптомы отравления, но через 18 часов голуби погибли.
Все перхлораты, которые способны давать перхлорат-ион в организме, угнетают деятельность щитовидной железы. Это позволяет использовать перхлорат калия как лекарственное средство при гипертиреозе.